# Långtjärnen (Idre socken, Dalarna, 687104-131732)
Långtjärnen är en sjö i Älvdalens kommun i Dalarna och ingår i Dalälvens huvudavrinningsområde.